# 우창시 (후베이성)
우창시(중국어: 武昌市)는 중화민국 대륙 시기 후베이성의 성할시로 1946년 설립되었다. 면적은 약 66평방킬로미터, 인구는 약 31만 명이다.
우창시는 일찍이 신해혁명의 발원지였다. 1911년 10월 10일 우창시에서 신해혁명이 일어나자마자 후베이 군정부가 수립되면서 중국 민주주의 혁명의 물결이 일어났다. 1939년 전 우한시는 일시적으로 중화민국의 수도였다.
1949년 5월 16일, 중국 인민해방군이 16일 한커우시 시내에 진입했고, 다음 날 우창 시가지와 한양현에 각각 진입했다. 이로써 우한의 세 진은 모두 해방군이 장악하게 되었다. 22일에는 우한시 군사통제위원회를 발족했다. 24일 우한시 인민정부는 중국 인민혁명군사위원회와 중원 임시인민정부의 전보에 따라 옛 한커우시, 우창시, 한양현 지역으로 우한시를 설립했으며 다음날 중국공산당 우한시 위원회가 설립되었다.